# Оулуская школа

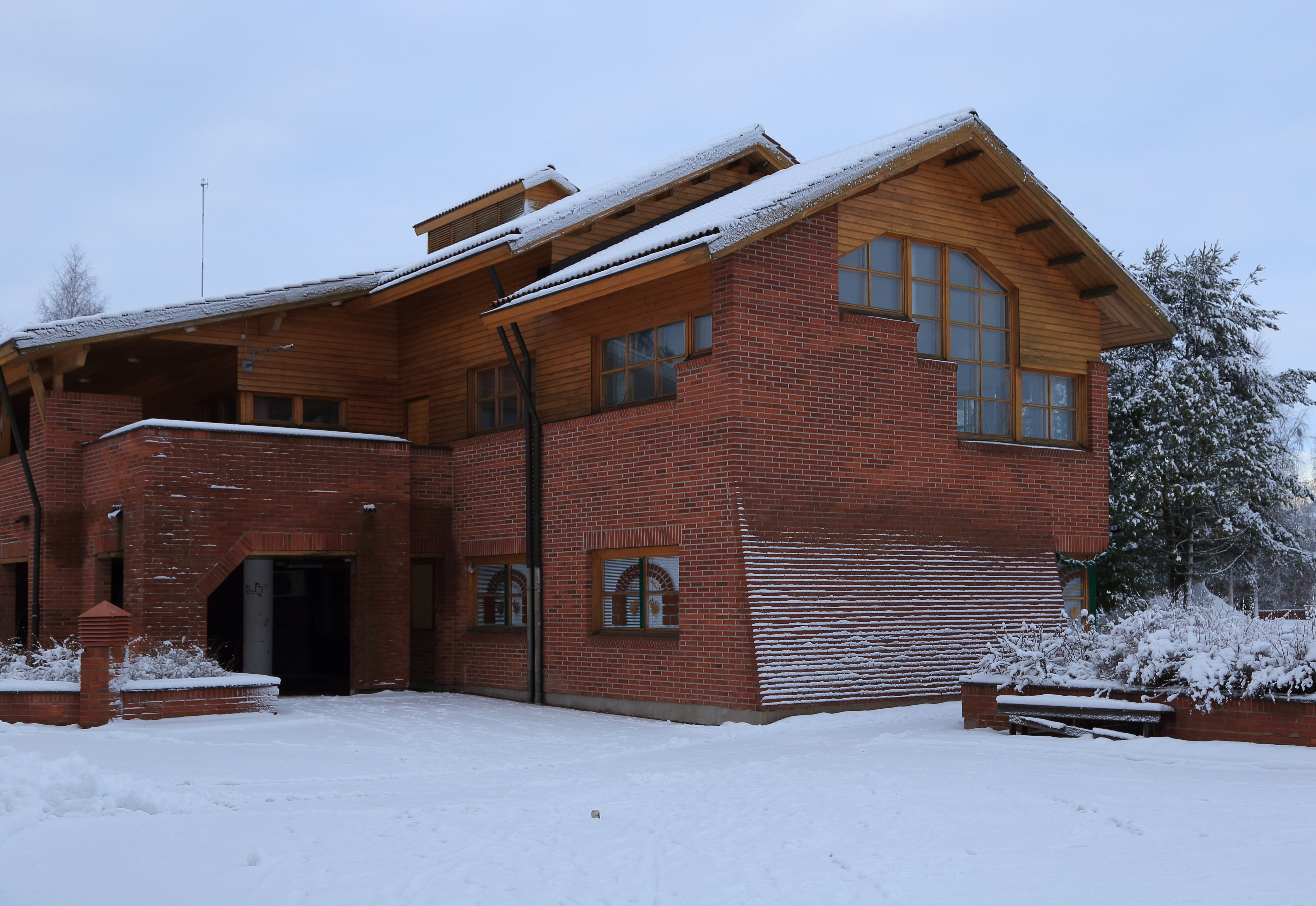
Здание муниципалитета Оулунсало (1980—1982)

Оулуская школа (фин. Oulun koulu, швед. Uleåborgsskolan) — стилевое постмодернистское региональное направление в современной финской архитектуре. Возникло в 1970-х годах на базе факультета архитектуры Оулуского университета как реакция на монотонность и рациональность современной архитектуры. Одной из целей, которые ставили перед собой молодые архитекторы — выпускники Оулуского университета, — заключалась в том, чтобы начать диалог между архитектурой и обществом, понять и учесть общественные ценности и потребности.

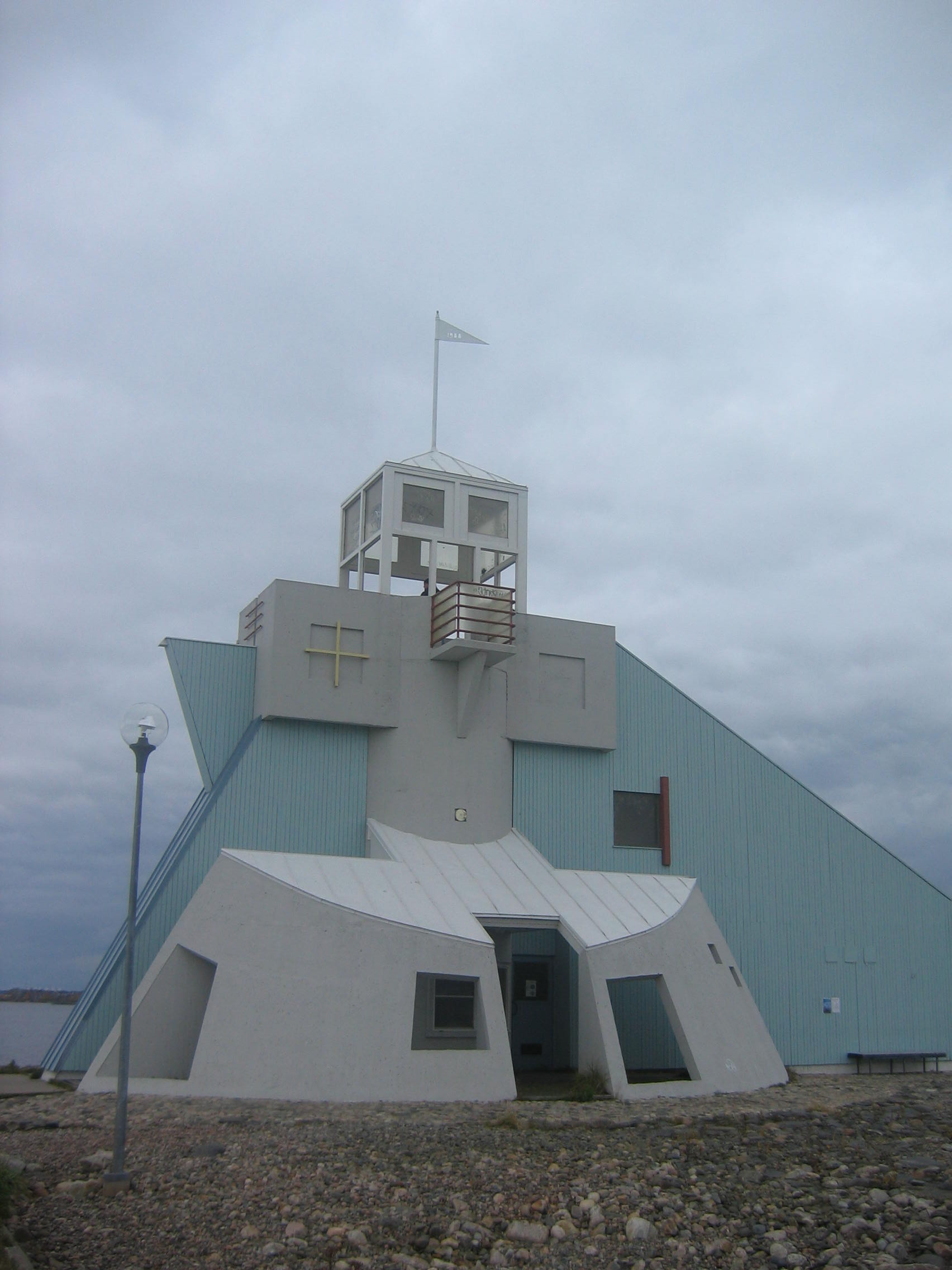
Маяк в Налликари, Оулу (1988)

Cущественную поддержку новому направлению архитектуры оказал академик Рейма Пиетиля (1923—1993), профессор факультета архитектуры Университета Оулу, представитель так называемой органической архитектуры. Пиетеля пропагандировал эклектичный стиль, который опирался на его собственные органически-морфологические архитектурные теории, вобравшие в себя также и постмодернистские тенденции. В его работах сочетались, с одной стороны, конструкции из красного кирпича, в том числе классические кирпичные своды, — и, с другой стороны, сложные изогнутые «органические» формы и замысловатые узоры. Этот стиль стал в 1980-х годах очень популярен среди молодых архитекторов в Оулу.

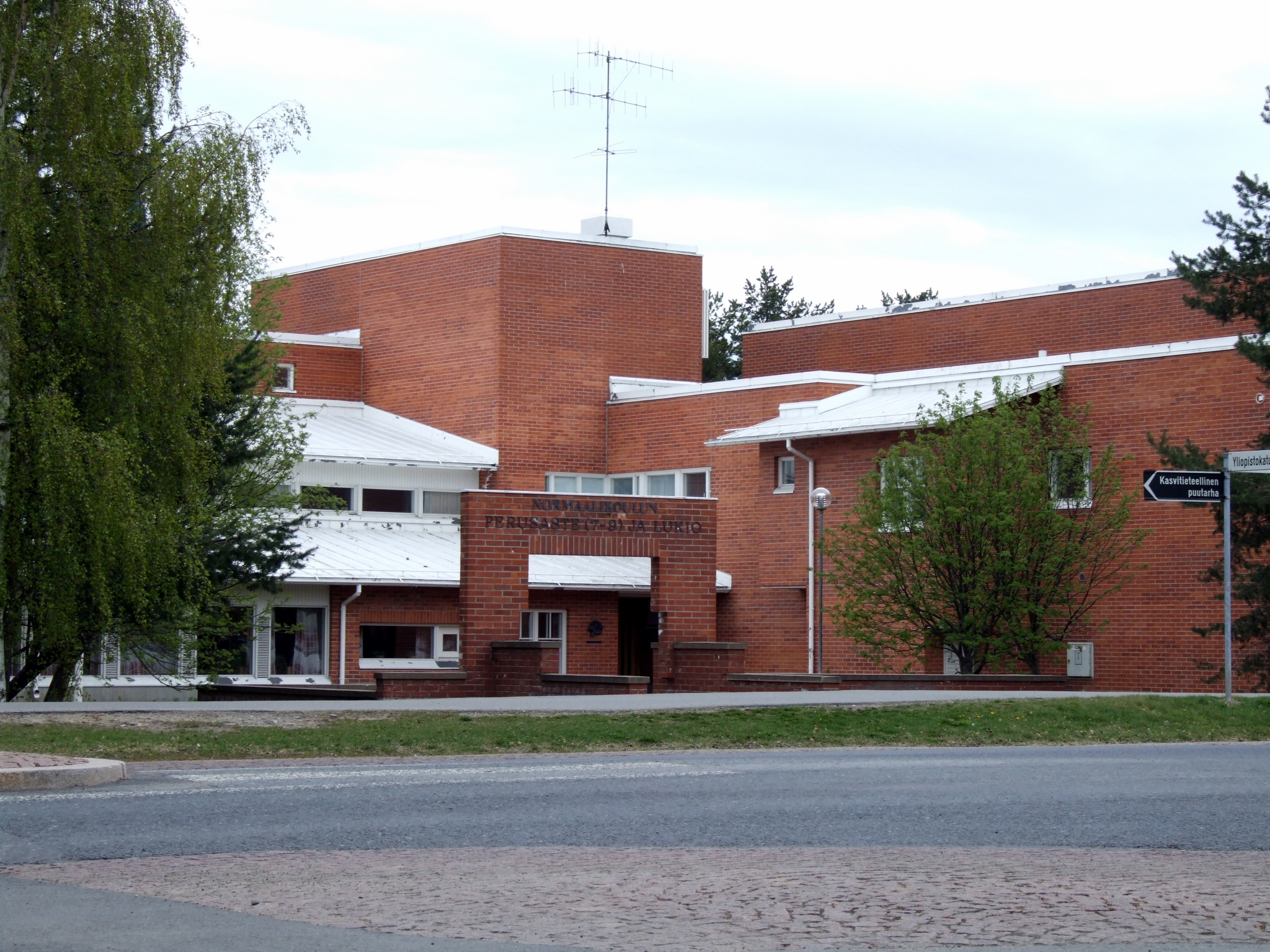
Здание Оулуского педагогического училища (1982)

Архитекторы оулуской школы стремились к разнообразию в форме новых зданий, а также ориентировались на то, чтобы возродить применение традиционных декоративных элементов в современной архитектуре. Их кумирами, помимо Пиетиля, были Алвар Аалто (1898—1976), а также известный американский архитектор, основоположник органической архитектуры Фрэнк Ллойд Райт.

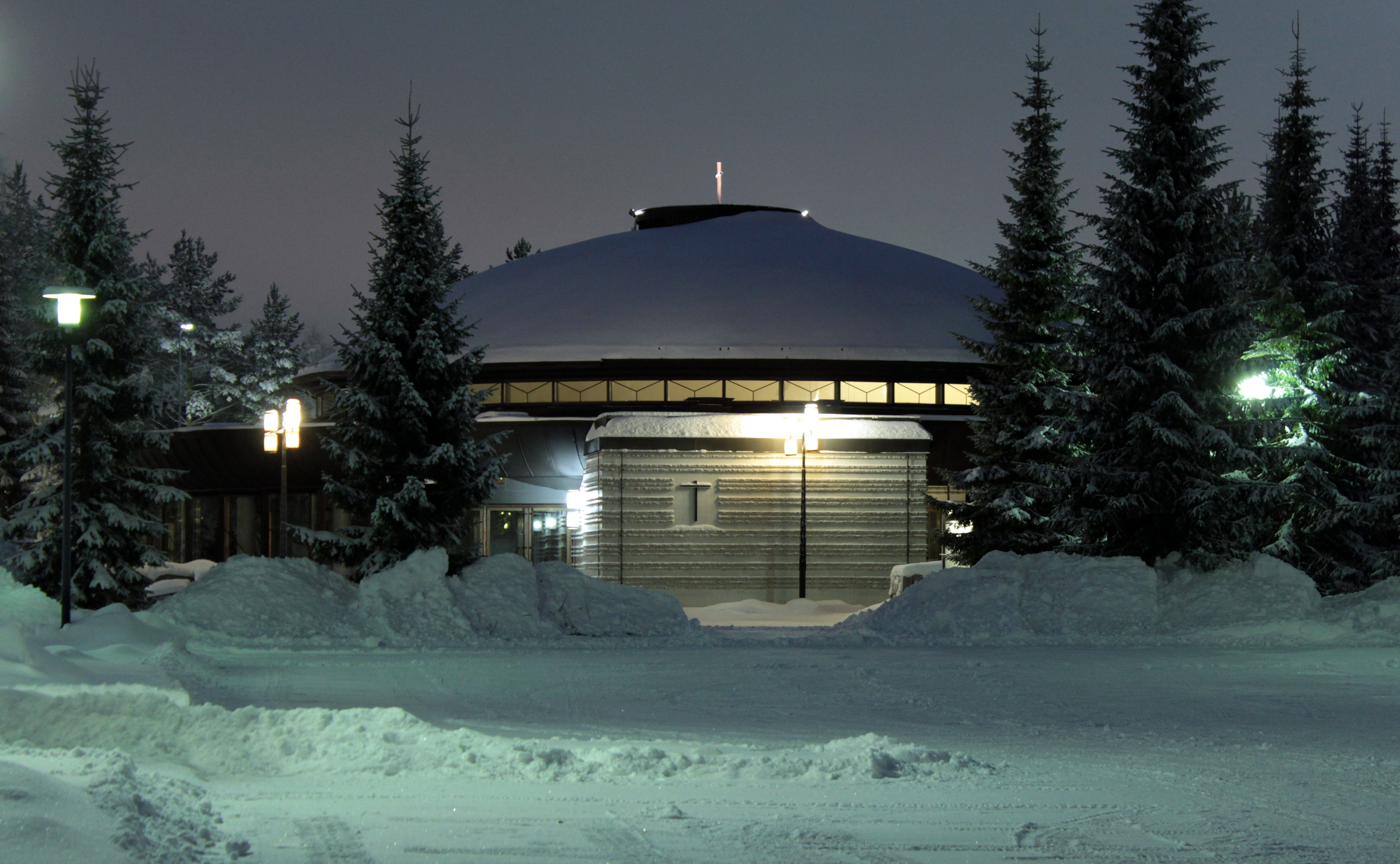
Часовня Святого Луки в Оулу (1988)

Среди наиболее известных построек оулуской школы — здание муниципалитета в Оулунсало (К. Нискасаари, Р. Нискасаари, К. Вильянен, 1980—1982; «икона оулуской школы»), здание Оулуского педагогического училища (Х. Таскинер, 1982), маяк в Налликари (1988), здание ратуши в Киурувеси (К. Нискасаари, Р. Нискасаари, К. Вильянен, 1984, 1987), приходский дом в районе Мюллюоя города Оулу (Ю. Пасанен, 1983), часовня в районе Коркаловаара города Рованиеми (П. Литтов, 1988), а также часовня Святого Луки в Оулу (М. Кухалампи, С. Кярнёнен, 1988).
Несмотря на свою популярность, оулуская школа архитектуры просуществовала недолго: в начале 1990-х годов в оулуской архитектуре произошёл возврат к существенно более сдержанным формам модернизма. Несмотря на это, современная архитектора в северной части Финляндии продолжает оставаться гораздо более разнообразной и красочной по сравнению с южной частью страны.